# ژرژ فریدمن
ژرژ فیلیپ فریدمن (به انگلیسی: Editing Georges Friedmann)؛ (۱۳ می ۱۹۰۲–۱۵ نوامبر ۱۹۷۷)، جامعه‌شناس و فیلسوف فرانسوی بود. او به خاطر آثار اثرگذارش در مورد تأثیر کار صنعتی بر افراد و انتقاداتش از پذیرش کنترل نشده تغییرات تکنولوژیک در سده بیستم اروپا و ایالات متحده شهرت دارد.
فریدمن سومین رئیس انجمن بین‌المللی جامعه‌شناسی (۱۹۵۶–۱۹۵۹) بود.

## زندگی‌نامه
فریدمن آخرین فرزند آدولف فریدمن (۱۸۵۷–۱۹۲۲)، یک تاجر آلمانی یهودی اهل برلین، و الیزابت ناتان (۱۸۷۱–۱۹۴۰) بود. او در پاریس زاده شد، جایی که والدینش پس از ازدواجشان در برلین در سال ۱۸۸۲ به آنجا مهاجرت کردند. آنها در سال ۱۹۰۳ تابعیت فرانسوی را به دست آوردند.
فریدمن پس از یک دوره کوتاه مطالعه شیمی صنعتی، برای فلسفه تجمیع در دانشگاه معتبر لیسه هنری چهارم در پاریس آماده شد. او از ۱۹۲۳–۱۹۲۶ در اکول نرمال سوپریور فلسفه خواند.
او به عنوان دستیار جامعه‌شناس سلستین بوگل در مرکز اسناد اجتماعی، یک مرکز تحقیقات علوم اجتماعی در ENS که توسط بانکدار آلبر کان و بعدها بنیاد راکفلر تأمین می‌شود.
پس از مرگ پدرش در سال ۱۹۲۹، فریدمن ثروتی بالغ بر ۲٫۶ میلیون فرانک را به ارث برد که او را قادر ساخت چندین مجله فکری همکلاسی‌های جوانش را تأمین مالی کند. فریدمن در نهایت بخش بزرگی از ثروت را برای تحقیقات سرطان به بنیاد کوری اهدا کرد. پس از مرگ او، نقاشی‌های دگا که فریدمن از مجموعه پدرش به ارث برده بود به لوور اهدا شد.
فریدمن در سال ۱۹۳۷ با همسر اول خود، هانیا اولسوزکا، کاتولیک لهستانی ازدواج کرد. این زوج یک دختر به نام لیلیان داشتند که در سال ۱۹۴۱ در تولوز زاده شد. پس از مرگ هانیا در سال ۱۹۵۷، فریدمن در سال ۱۹۶۰ با مارسل رمون ازدواج کرد.
فریدمن پس از بردن خانواده خود به تولوز، در طول جنگ جهانی دوم به مقاومت فرانسه پیوست، زمانی که به دلیل فعالیت‌های کمونیست توسط گشتاپوی نازی‌ها شکار شد. او بعدها نوشت در سال ۱۹۴۳ از گشتاپو فرار کرد و توسط یک جفت معلم جوان در مدرسه‌ای در دوردونی مخفی شد.[2] مجلات فریدمن از جنگ، که پس از مرگش در سال ۱۹۸۷ منتشر شد، تجربیات او را به عنوان عضوی از مقاومت بازگو می‌کرد.
فریدمن در تمام زندگی خود به عنوان یک یهودی سکولار شناخته شد ولی یهودستیزی، وحشت هولوکاست، و بعدها درگیری او با جوان کشور اسرائیل باعث شد که او بیشتر با او همدردی کند و بیشتر با قوم یهود درگیر است، اگرچه معمولاً از راه دور به عنوان یک ناظر و نه به عنوان یک عضو صمیمانه یک جامعه مذهبی خاص.
او دکترای خود را در سال ۱۹۴۶ با رساله اصلی خود در مورد مکانیزاسیون در تولید صنعتی و رساله فرعی در مورد گوتفرید لایبنیتس و باروخ اسپینوزا دریافت کرد که هر دو به صورت تک نگاری منتشر شده‌اند.